# 사쿠라이 토모
사쿠라이 토모(일본어: 櫻井 智, 1971년 9월 10일 ~ 2025년 8월 13일)는 일본의 성우 겸 가수이다. 아임 엔터프라이즈 소속이다.

## 생애
출신은 지바현으로, 네 자매 중 막내로 태어났다. 어린 시절에는 쉽게 얼굴이 붉어지는 성격이었으나, 1986년 중학교 3학년 여름에 언니와 함께 본 소년대(少年隊)의 뮤지컬 『PLAYZONE'86 MYSTERY』를 계기로 무대에 대한 동경을 품게 되었다. 그해 만 15세가 되기 전, 잡지 『월간 데뷔』에서 모집 광고를 본 세 개의 오디션에 응모하였고 모두 합격하였다. 가장 먼저 합격 통지를 준 엘 스태프 프로모션에 “네”라고 답한 것이 계기가 되어, 동 사무소에 소속하게 되었다.
이후 오토바이 레이스팀 「KISS 레이싱팀」의 마스코트 걸 활동을 거쳐, 1987년 16세의 나이에 아이돌 그룹 「레몬 엔젤」의 멤버로 데뷔하였다. 그룹은 애니메이션 『레몬 엔젤』의 미디어 믹스 기획 속에서 탄생한 것으로, 대표곡은 동명의 애니메이션 주제가인 『제1급 연애죄』이며, 개인 대표곡은 『황혼 론리』이다. 그룹 내에서는 메인 보컬로 활약하였다. 당시 이른바 ‘아이돌 불황기’에 해당하여 음악 방송 출연은 거의 없었으나, 대담한 의상과 안무로 사진 팬들의 지지를 받았다. 히노데여자학원 고등학교를 졸업하였다.
1991년 뮤지컬 『키다리 아저씨』 주디 역으로 무대에 데뷔하였고, 1992년에는 『작은 아씨들』의 베스 역으로 전국 39개 도시를 순회 공연하였다. 이어 아사쿠라 카오루 연극단에 입단하여 간판 배우로 활동하였다. 1993년에는 PC 게임 『탄생 〜Debut〜』의 타이업 유닛 「사브리나」 멤버로 이미지 송 CD를 발매하였으며, 같은 해 애니메이션 『드래곤 리그』로 성우 데뷔를 하였다. 1994년 『마크로스7』의 밀레느 지너스 역으로 돌파구를 마련하였고, 이후 전작 『초시공요새 마크로스』의 히로인 린 민메이 역의 이지마 마리와 교류하며 곡을 제공받기도 했다. 1995년 『괴도 세인트 테일』에서는 TV 애니메이션 첫 주연을 맡았으며, 본인이 주연한 뮤지컬로도 전국 공연이 이루어졌다. 이후 잡지, 라디오, TV, 무대, 이벤트 등 다방면에서 활동하며 “아이돌 성우”로서 한 시대를 열었다.
1999년 6월 중학교 동창생이자 일반 회사원인 남성과 결혼, 2000년 7월에 딸을 출산하였다. 남편과는 중학교 시절 교제했으나 고등학교 이후 연락이 끊겼다가, 20세 무렵 고향 이치카와시의 여름 축제에서 재회하여 다시 교제를 시작한 인연이었다. 같은 해 임신 5개월이던 시기에 추억을 남기기 위해 반누드 사진집 『RIPPLE』을 출간하였다.
2003년 『슈퍼 로봇 대전 D』의 CM 내레이션을 계기로 성우 활동에 복귀하였다. 2004년 11월 아이무 엔터프라이즈에 소속되어 활동을 이어갔으나, 2008년에 퇴소 후 프리로 전환하였다. 2009년 다시 아이무 엔터프라이즈에 재소속되었으나, 2014년 11월 말 계약을 종료하고 다시 프리로 활동하게 되었다.
2016년 9월 1일 공식 블로그를 통해 성우업에서 은퇴한다고 발표하였다. 이유로는 목소리가 예전처럼 나오지 않게 된 점을 들었으며, “앞으로는 새로운 단계를 모색하고 싶다”고 밝혔다.
2019년 5월 31일 트위터와 인스타그램 개설과 함께 연예 활동 재개를 발표하였다. 2022년 6월 24일 페자드 소속이 되었음을 알렸다.

### 병세 및 사망
2025년 8월 10일 긴급 입원과 함께 같은 달 17일로 예정되어 있던 라이브 공연의 취소가 발표되었다. 그러나 그로부터 사흘 뒤인 8월 13일 오전 0시 40분 다장기암의 증상이 악화되어 향년 53세로 별세하였다. 부고는 같은 달 16일 소속 사무소를 통해 공표되었다.
사무소 측의 설명에 따르면, 사쿠라이는 2023년 8월 췌장암 진단을 받고 의사로부터 “여명 1년”이라는 선고를 받았다. 이후 항암제 투여와 방사선 치료를 이어가면서도 8월 17일 공연을 목표로 체력 회복 훈련을 계속해 왔으나, 2025년 8월 4일에 병세가 악화되어 긴급 입원하였고, 같은 달 13일 새벽에 영면에 들었다고 한다. 장례는 근친자만으로 치러졌으며, 이후 추도회가 열릴 예정이다.

## 주요 출연작

### TV 애니메이션
1993년
- 드래곤 리그（피나 공주）

1994년
- 빨간망토 차차（마린）
- 마크로스7（밀레느 지너스）

1995년
- 신비의 세계 엘하자드 (셰라 셰라）
- 괴도 세인트 테일（하네오카 메이미 / 괴도 세인트 테일）

1996년
- 간바리스트! 쥰（오리카사 레이코）
- 바람의 검심 - 메이지 검객 낭만담（마키마치 미사오）

1998년
- 2차원의 세계 엘하자드（셰라 셰라）
- 슈퍼돌★리카쨩（인형기사 리카）

2004년
- 유희왕 GX (사이오 미즈치)

2005년
- 작안의 샤나（사카이 지구사）
- 포켓몬스터 AG（키미）
- 마이 오토메（레나 세이야즈）

2006년
- 유희왕 듀얼몬스터즈GX（사이오 미즈치)

2007년
- 아이돌 마스터XENOGLOSSIA（미우라 아즈사）
- 작안의 샤나 II（사카이 지구사）
- 포켓몬스터 DP（시로나）
- 명탐정 코난（오구라 사쿠코, 사오리）

2009년
- 은혼（히노와）
- Phantom 〜Requiem for the Phantom〜（미오의 엄마）

2010년
- 신 만이 아는 세계 (아스카 소라)

### OVA
- 작안의 샤나S（사카이 지구사）
- 신비의 세계 엘하자드（셰라 셰라）
- 마크로스 다이너마이트7 (밀레느 지너스）
- 언제나 나의 산타!（노엘 선생）
- 샤머닉 프린세스 (사라)
- 초인학원 고우카이저 (제천대성 카린)
- 엔젤 전설 (코이소 료코)
- 갈포스 레볼루션 (패티)
- 팔운성 (후즈치 야스코)
- 화성여단 다나사이트 999.9 (레이)

### 극장판
- 마크로스7 은하가 나를 부른다. (밀레느 지너스）
- 극장판 작안의 샤나（사카이 지구사）
- 아랑전설 2 (소리아 고다마스)

### 게임
- 마크로스 에이스 프론티어（밀레느 지너스）
- 신비의 세계 엘하자드(셰라 셰라)
- 마크로스 DIGITAL MISSION VF-X (아오이 쓰와부키)
- 초시공요새 마크로스 (PS2) (에마 그렌 쟈)
- 제3차 슈퍼 로봇 대전α 임종의 은하에 (밀레느 지너스)
- 작안의 샤나 (사카이 지구사) PS2판, NDS판
- 마크로스 얼티메이트 프론티어（밀레느 지너스）

## 음반CD

### 싱글
- BABY,BABY
- 오늘 밤 랑데부
- Chase Your Dream!（1997년 인터TEC이미지송）
- 글라스의 마리온
- 바람처럼 흐르는 것처럼（에히메현 오즈시 오즈청년자연의 집의 이미지송. 비매품)
- Ice Blue Eyes（바람의 검심 캐릭터 이미지송 마키마치 미사오）

### 앨범
- Mylene Jenius sings Lynn Minmay
- T-mode
- ACTRESS
- L.A.Early TOMO sakurai
- Cherry
- 사쿠라이 토모의 TOMO 라디오 on CD～Valentine SPECIAL～
- ACTRESSII
- 오직 성우 지원～스페셜CD～
- Cherry Christmas～크리스마스 판타지 아워～
- Actress "Jitterbug"
- overlap
- 12의 선율
- Summer Holidays
- Can-D～Musical Selection～
- ACTRESS series Best Selection